# Чорногузи (зупинний пункт)
Чорногу́зи — пасажирський залізничний зупинний пункт Івано-Франківської дирекції Львівської залізниці на неелектрифікованій лінії Вижниця — Завалля між станціями Вижниця (3 км) та Іспас (4 км). Розташований в однойменному селі Вижницького району Чернівецької області.

## Історія
Назва зупинного пункту походить від однойменного села, яків свою чергу отримало від птаха чорногуза. Перша письмова згадка про село Чорногузи датоване до 1753 року.

## Пасажирське сполучення
До 18 березня 2020 року на платформі Чорногузи зупинялися вантажно-пасажирські поїзди сполученням Чернівці — Вижниця. Наразі пасажирське сполучення за цим напрямком припинене на невизначений термін.